# Talinka
Talinka (ros. Tалинка) – osiedle typu miejskiego w azjatyckiej części Rosji, we wchodzącym  w skład tego państwa Chanty-Mansyjskim Okręgu Autonomicznym - Jugrze, położonym na zachodniej Syberii.
Osada liczy 5.615 mieszkańców (1 stycznia 2005 r.), głównie Rosjan i innych europejskich osadników. Niewielki udział w populacji miasta mają też rdzenni mieszkańcy Okręgu - Chantowie i Mansowie.